# Xifaputixin
Xifaputixin is een Chinees-boeddhistisch gebed gewijd aan bodhisattva Guanyin. Het hoofddoel van dit gebed is om te bidden om het verkrijgen van wijsheid.

## Tekst intraditioneel Chinees
悉發菩提心 蓮花遍地生

弟子心朦朧 禮拜觀世音

求聰明 拜智慧

南無 大慈大悲 救苦救難 觀世音菩薩

### Tekst inpinyin
Xī fā pútíxīn liánhuā biàndì shēng

Dìzǐ xīn ménglóng lǐbài guānshìyīn

Qiú cōngmíng bài zhìhuì

Námó dàcí dàbēi jiùkǔjiùnàn guānshìyīn púsà

## Vertaling
Leer de bodhicitta te verspreiden, lotussen groeien uit de aarde

De leerling (ik) is in zijn hart wazig. Knielt neer voor Guanyin!

Bidden om slimheid, bidden om wijsheid

Ik zoek de toevlucht tot de grote mededogende en reddende in bittere en moeilijke omstandigheden Guanyin Bodhisattva.